# 田園交響楽 (漫画)
『田園交響楽』（でんえんこうきょうがく）は、藤子不二雄Ⓐによる日本の読切漫画作品。ブラックユーモア短編の1作。1972年『ビッグコミック』11月10日号（小学館）に掲載。

## 物語
第1楽章　田舎においておこるほがらかな感情
深山に迷い込んだ青年は、徘徊の末に美しく牧歌的な風景に包まれた村に辿り着く。
第2楽章　小川のほとりの光景
村に半鐘が鳴り響き驚く青年の前に、仮面をつけた矮躯の人物が現れる。青年は彼を少年と思い、親しげに話しかけるが彼は青年に早く村から出て行くように告げる。
第3楽章　田舎の人々の楽しい集い　雷、雨、嵐
村を彷徨う青年。そこへ顔の良く似た村人たちが現れる。村人総出で熱狂的な饗応を受け、果ては村娘の肉体までが青年に捧げられる。
第4楽章　嵐のあとの喜ばしい、または感謝にみちた感じ
夜中に小用に立った青年は、村人の陰謀を察知する。身の危険を感じて慌てて逃走する彼の元へ、仮面をつけた人物が現れる。彼は青年を誘導しながら、村の真実を語る。村人が待ち構える神社へ辿りついた青年。突如、仮面の人物は青年を撲殺する。仮面を外したその姿には、無精ひげが生えていた。

## 解説
作品のモチーフとなっているのはアンドレ・ジッドの『田園交響楽』ではなく、ルートヴィヒ・ヴァン・ベートーヴェンの『交響曲第6番 田園（田園交響曲）』であり、同曲の楽章に付された標題通りに物語が進行する。ただし同曲は全5楽章で構成されているが、本作においては第3、第4楽章の標題が「第3楽章」としてまとめられている。
美しい田園の風景と、怖ろしい因習が対照的に描かれた作品で、長らく初出以来単行本などには一切収録されていなかった。ただし藤子本人には思い入れがあるようで、後年の『憂夢』にて作中人物が劇中劇として本作を執筆している（『田園の唄』という表紙のみ）他、2004年に品川プリンスホテルで開催された「まんが道 藤子不二雄Ⓐ展」にも原稿が出展された。